# Ida Maria
Ida Maria Børli Sivertsen, bardziej znana jako Ida Maria (ur. 13 lipca 1984) – norweska piosenkarka rockowa.
Ida Maria urodziła się w małym mieście Nesna w Norwegii. Obecnie mieszka w Sztokholmie, w Szwecji.

## Dyskografia
| Tytuł                   | Dane dot. albumu                                              | Pozycja na liście |
| Tytuł                   | Dane dot. albumu                                              | NOR               |
| ----------------------- | ------------------------------------------------------------- | ----------------- |
| Fortress Round My Heart | - Data: 29 lipca 2008 - Wydawca: Waterfall Records Limited    | 5                 |
| Katla                   | - Data: 8 listopada 2010 - Wydawca: Waterfall Records Limited | 14                |

## Nagrody i wyróżnienia
| Rok  | Kategoria      | Tytułem                 | Nagroda          | Nota | Źródło |
| ---- | -------------- | ----------------------- | ---------------- | ---- | ------ |
| 2009 | Årets Nykommer | Fortress Round My Heart | Spellemannprisen | Laur | [ 4 ]  |